# Hautgout

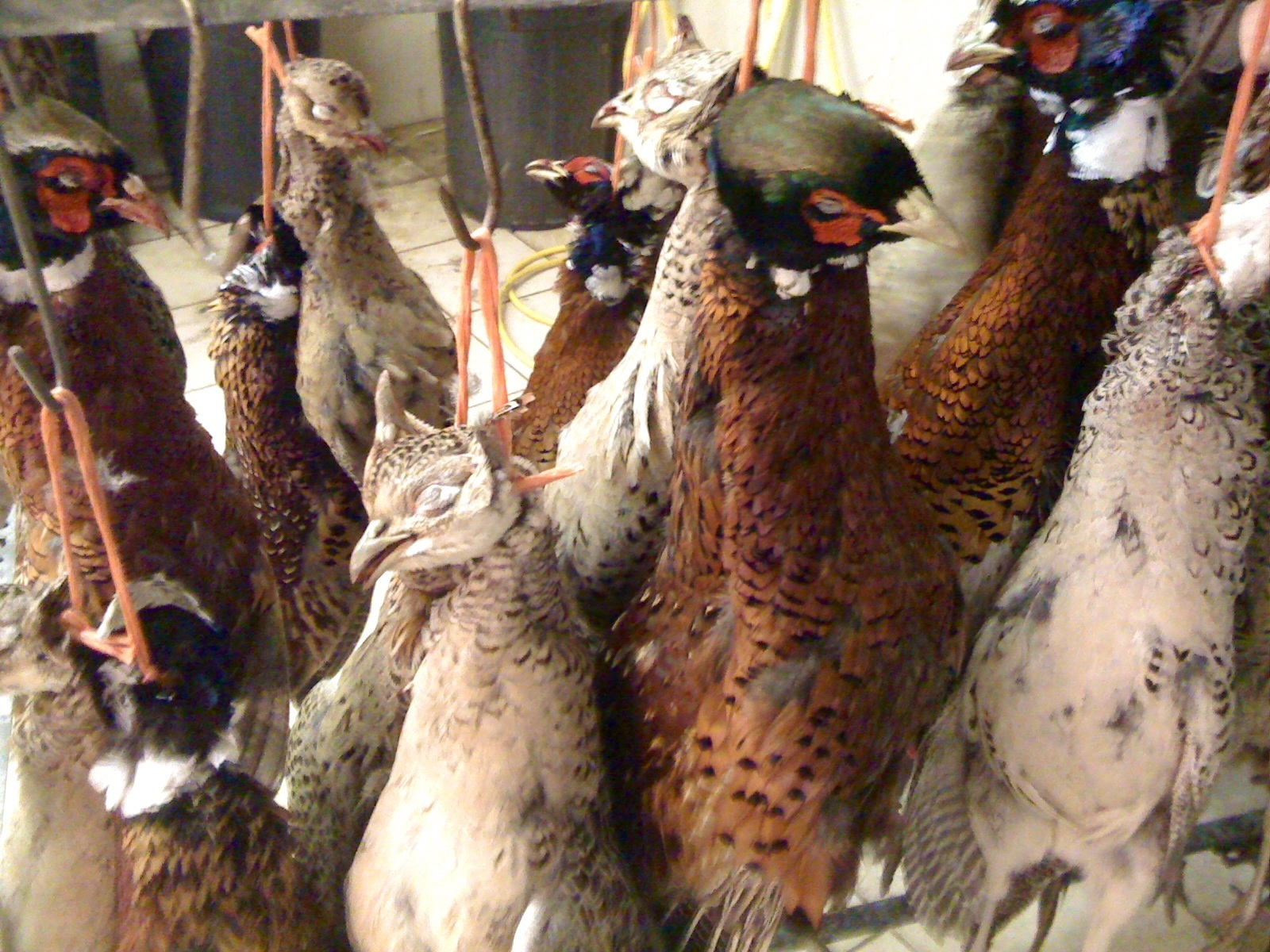
Wildvögel – abhängend

Als Hautgout  (oːˈguː, von frz. haut goût, wörtlich „hoher Geschmack“) bezeichnete man in der historischen Küchensprache ein Aroma des Wildbrets, das durch Reifung des Wildfleisches entsteht. 
Heute ist diese Sicht veraltet, da es früher durch zu lange oder warme Lagerung entstand. Die Fleischreifung bewirkt eine Lockerung des Bindegewebes, dabei werden Glukose und Glykogen in Fleischmilchsäure umgesetzt. Der schwache Hautgout ist nicht zu verwechseln mit dem scharfen Geruch der Verwesung eines bereits zu lange gelagerten Wildbrets. Bei jungem und gezüchtetem (mildem) Wild ist eine intensive Reifung nicht nötig.
Nach alter Schule glaubte man, Beizen mache das Wildfleisch mürbe, heute weiß man, dass es dadurch auslaugt und trocken wird. Beizen dient demnach nur der Aromagebung, nicht dem Überdecken des zu strengen Wildgeschmacks.
Frisch erlegtes Wild gelangt ausgeweidet in der Decke, tierärztlich untersucht und mit einer Genusstauglichkeitsbescheinigung in den Handel. Wildgeflügel muss vor der Zubereitung im Federkleid abhängen, wobei der typische Wildgeschmack (haut goût) entsteht.
Das Fleisch kleinerer Tiere (wie Hasenfleisch, Rehfleisch und Wildgeflügel) reift 3–5 Tage, das von größeren Tieren (wie Hirschfleisch und Wildschweinfleisch) etwa 6–8 Tage bis zum Erreichen des haut goût. Dabei ist darauf zu achten, dass die Reifung nicht in den Verderb übergeht. 
Durch Kühlung ist es heute möglich, den Zersetzungsprozess so zu verzögern, dass ein scharfer Wildgeschmack nicht mehr eintritt. Gekühlt bei 1 °C und vakuumiert ist Wildbret zwei Wochen lagerfähig, es kann während des Transportes fertig reifen.

## Weitere Bedeutungen
Im übertragenen Sinn bedeutet Hautgout eine „Anrüchigkeit“ gewisser Angelegenheiten und Vorgänge, ähnlich dem schwäbischen Gschmäckle.